# Zügelliest
Der Zügelliest (Halcyon malimbica) ist ein Vogel aus der Familie der Eisvögel (Alcedinidae).

## Merkmale
Der Zügelliest erreicht eine Länge von etwa 25 Zentimeter. Haupt, Rücken, Flügel und Schwanz sind blau gefärbt. Die Unterseite ist weiß mit einem blauen Brustband. Seine Schultern sind schwarz. Zwei Zehen sind teilweise verwachsen. Die Oberseite des Schnabels ist rot, die Unterseite schwarz und aufwärts gekrümmt. Männchen und Weibchen sind im Aussehen ähnlich. Jungtiere haben etwas gedecktere Farben als ausgewachsene Tiere.
Der Ruf ist eine absteigende und leiser werdende Folge von sieben bis zehn klagende Töne.

## Vorkommen
Der Zügelliest ist im tropischen West- und Zentralafrika weit verbreitet. Er lebt in Wäldern, die an offene Landschaften grenzen, auch in Sekundärwäldern und Mangrovensümpfen.

## Nahrung
Zur typischen Nahrung des Zügelliests gehören Insekten, Gliederfüßer, Fische und Frösche. Gelegentlich frisst er aber auch die Früchte der Ölpalme.

## Fortpflanzung
Zügellieste brüten meist in Höhlen innerhalb von Termitenhügeln und legen typischerweise zwei Eier.

## Unterarten
Es sind vier Unterarten bekannt:
- Halcyon malimbica torquata Swainson, 1837[2] kommt vom Senegal und Gambia bis Guinea-Bissau und das westliche Mali vor.
- Halcyon malimbica forbesi Sharpe, 1892[3] ist von Sierra Leone bis ins westliche Kamerun und auf Bioko verbreitet.
- Halcyon malimbica dryas Hartlaub, 1854[4] kommt auf Príncipe vor.
- Halcyon malimbica malimbica (Shaw, 1812)[5] ist von Kamerun bis Uganda und Sambia verbreitet.

Halcyon malimbicus prenticei Mearns, 1915 wird heute als Synonym zur Nominatform, Halcyon fortis Reichenow 1893 als Synonym zu H. m. torquata und Halcyon torquata pontyi Millet-Horsin 1923 als Synonym zu H. m. forbesi betrachtet.

## Etymologie und Forschungsgeschichte
Die Erstbeschreibung des Zügelliest erfolgte 1812 durch George Shaw unter dem wissenschaftlichen Namen Alcedo malimbica. 1821 führte William Swainson die neue Gattung Halcyon für den Senegalliest (Halcyon senegalensis (Linnaeus, 1766)) ein. Dieses Wort erschließt sich aus der griechischen Mythologie von »alkyōn, alkyonos αλκυων, αλκυονος« für Alkyone, die sich in einen Eisvogel verwandelte. Der Artname malimbica bezieht sich auf »Malimbe«, die heutige Provinz Cabinda. Beim Typusexemplar bezog sich Shaw auf Le Martin-pêcheur de Malimbe beschrieben von Charles-Nicolas-Sigisbert Sonnini de Manoncourt. Torquata leitet sich vom lateinischen torquatus, torques, torquere für mit Kragen, Kragen, verdrehen ab. Auch leitet sich dryas von Dryade, einer Baumnymphe aus der griechischen Mythologie ab. Das lateinische Wort fortis bedeutet robust, stark. Schließlich ehrt forbesi  William Alexander Forbes, prenticei den Geistlichen Arthur Prentice (1872–1964) und pontyi den französischen Kolonialbeamten William Ponty.